# 존 매시슨
존 매시슨(영어: John Mathieson, 1961년 5월 3일 ~ )은 영국의 영화 촬영 기사이다. 리들리 스콧 감독의 작품에 주로 참여했으며 그중 아카데미 촬영상 수상작인 《글래디에이터》(2000)와 《한니발》(2001), 《킹덤 오브 헤븐》(2005)이 유명하다. 이외에는 조엘 슈매커 감독의 《오페라의 유령》(2004), 커스틴 셰리던 감독의 《어거스트 러쉬》(2007), 매슈 본 감독의 《엑스맨: 퍼스트 클래스》(2011), 제임스 맨골드 감독의 《로건》(2017) 등이 있다. 1996년 그는 프랑스 정부로부터 프랑스 영화 발전에 기여한 공로로 문화부에서 주관하는 예술 및 문학 훈장(Chevalier de l’Ordre des Arts et des Lettres)을 수여받았다.

## 연출 작품 목록

### 영화
| 연도 | 제목                         | 원제                                                     | 감독          | 비고                 |
| ---- | ---------------------------- | -------------------------------------------------------- | ------------- | -------------------- |
| 1998 | 비고, 삶의 열정              | Vigo                                                     | 줄리언 템플   |                      |
| 1998 | 사랑은 악마                  | Love Is the Devil: Study for a Portrait of Francis Bacon | 존 메이버리   |                      |
| 1999 | 젠틀맨 하이웨이맨            | Plunkett & Macleane                                      | 제이크 스콧   |                      |
| 2000 | 글래디에이터                 | Gladiator                                                | 리들리 스콧   | 아카데미 촬영상 후보 |
| 2001 | 한니발                       | Hannibal                                                 | 리들리 스콧   |                      |
| 2001 | 케이 팩스                    | K-PAX                                                    | 이언 소프틀리 |                      |
| 2003 | 매치스틱 맨                  | Matchstick Men                                           | 리들리 스콧   |                      |
| 2004 | 트라우마                     | Trauma                                                   | 마크 에번스   |                      |
| 2004 | 오페라의 유령                | The Phantom of the Opera                                 | 조엘 슈매커   | 아카데미 촬영상 후보 |
| 2005 | 킹덤 오브 헤븐               | Kingdom of Heaven                                        | 리들리 스콧   |                      |
| 2005 | 스톤드: 브라이언 울리 이야기 | Stoned                                                   | 스티븐 울리   |                      |
| 2007 | 어거스트 러쉬                | August Rush                                              | 커스틴 셰리던 |                      |
| 2009 | 크랙                         | Cracks                                                   | 조던 스콧     |                      |
| 2010 | 로빈 후드                    | Robin Hood                                               | 리들리 스콧   |                      |
| 2010 | 버크 앤 헤어                 | Burke and Hare                                           | 존 랜디스     |                      |
| 2011 | 엑스맨: 퍼스트 클래스        | X-Men: First Class                                       | 매슈 본       |                      |
| 2012 | 위대한 유산                  | Great Expectations                                       | 마이크 뉴얼   |                      |
| 2013 | 47 로닌                      | 47 Ronin                                                 | 칼 린시       |                      |
| 2015 | 맨 프롬 UNCLE                | The Man from U.N.C.L.E.                                  | 가이 리치     |                      |
| 2015 | 팬                           | Pan                                                      | 조 라이트     |                      |
| 2017 | 로건                         | Logan                                                    | 제임스 맨골드 |                      |